# 浅井理恵
浅井 理恵（あさい りえ、1970年10月5日-）は、日本の元AV女優、ストリッパー。

## 略歴
グラビア、TV等の仕事を経て、1990年にダイヤモンド映像からAVデビュー。Vシネマや映画にも出演する。
翌1991年2月には、浅草ロック座で同劇場所属のストリッパーとしてデビュー。
第2回東京スポーツ映画大賞の特別賞を受賞している。
大物俳優との肉体関係を告白。有料で記者会見を開き、マスコミからひんしゅくを買った。

## 人物
異なるプロフィールがいくつかある。
- 「屋外写生の夜」（1990年）のケース裏面のプロフィールでは、生年月日:1970年10月5日、T:163、B:81・W:59・H:85としている[3]。
- FANZAプロフィールでは、生年月日:1970年7月29日、T:153、B:81・W:57・H:84としている[4]。

趣味:音楽鑑賞

## 主な出演作品

### アダルトビデオ
1989年
- GIRL FRIEND あなたが好き 第1回 そのお金ください（10月22日、宇宙企画）…共演:木田彩水、森永千代子
- GIRL FRIEND あなたが好き 第2回 せつなすぎて（11月8日、宇宙企画）…共演:木田彩水、森永千代子、加山恵美
- GIRL FRIEND あなたが好き 第3回 嘘!?（11月22日、宇宙企画）…共演:木田彩水、森永千代子、加山恵美
- GIRL FRIEND あなたが好き 第4回 逢いたくて（12月6日、宇宙企画）…共演:木田彩水、森永千代子、加山恵美
- GIRL FRIEND あなたが好き 第5回 はなさない!!（12月10日、宇宙企画）…共演:木田彩水、森永千代子、加山恵美

1990年
- バットマンがきた!（2月、ダイヤモンド映像 DVI-115）
- 檻淫（5月5日、フリービジョン/キャンディー）
- ズルズル行きそう（5月12日、h.m.p）
- いつも心に太陽を（5月20日、宇宙企画）
- 新妻女教師 汚して（7月7日、KUKI）
- ちょめちょめパラダイス（7月15日、宇宙企画）
- JUST ONLY YOU 素顔のままで（8月21日、コロナ社）
- お尻のビラビラ（8月24日、アリスJAPAN）
- スーパーランジェリー 9 河合美果・浅井理恵・木田彩水（9月10日、宇宙企画）＊イメージビデオ
- ザ・トリガー（9月28日、コロナ社）
- 妖しい下着 Ⅲ 片桐摩美・秋真琴・浅井理恵 他（11月5日、大陸書房）
- 逆ソープ天国（11月9日、アリスJAPAN）
- 鷹さんが行く 浅井理恵 ま・る・ご・と（11月20日、ファイブスター）
- 屋外写生の夜（11月24日、ステラ）
- 先生が教えてあげる 2 小沢奈美・浅井理恵・西田あかり（11月25日、二見書房）
- ギャンブル 愛人は危ないデザート（クリスタル映像 SC-66）
- セクシュアル・ハラスメント 浅井理恵・片桐綾（ビックマン BIC-24）
- たますくいヴィーナス（VIP）
- 新撰組始末記 快感編（裸の王様 HO-36）
- 新妻もっともっと知りたい 浅井理恵・島崎里矢・芹沢里緒（笠倉出版社）
- 天国注射の夜（宇宙企画 BS-03）
- ナース快楽館 2（ファイブスター）林由美香・浅井理恵・樹まり子 他 全5名

1991年
- ボディコン ワイセツ日記 浅井理恵・中山翼・広田まみ（1月10日、笠倉出版社）
- VIP SPECIAL 4 浅井理恵・中山美里・寺崎泉（3月22日、VIP）
- マドンナメイトスペシャル 特撮版 2（5月25日、二見書房）全14名
- ボディコン スレイブ（7月10日、大洋図書）
- Lover．R（7月26日、シネマジック）
- 原色VIDEO図鑑 高級制服倶楽部 3 浅井理恵・沢口梨々子・藤井樹理 他（11月24日、宇宙企画）
- ボンデージ倶楽部 第3弾 レズ調教 小林里穂・浅井理恵・前川えり 他（12月25日、二見書房）
- 嫉妬（ビックマン BIC-221）
- SM全集'91 THE ROPE CONNECTION 13 浅井理恵・いとうしいな・原田美江 他（シネマジック VS-181）
- まるごとシャブリつきたい（モアコレクション）

1992年
- ザ・レズビアン 淑女の愉悦 浅井理恵・川島ともみ（5月30日、大洋図書）
- ボディコン・ハンター スペシャル 野坂なつみ・いとうしいな・朝比奈樹里・浅井理恵 他（6月5日、シネマジック）
- 湯けむり美女紀行 甲州編（6月25日、ナイタイ出版）
- ナース天国SPECIAL 野村理沙・楠本みいな・中原絵美・小沢奈美・浅井理恵 他 全20名（7月1日、笠倉出版社）
- セクシーマスペット（9月5日、アートビデオ）
- Make Up 川島ともみ・希志真理子・浅井理恵（9月30日、大洋図書）
- 高級オナペット倶楽部 創刊記念淫乱号 白石ひとみ・浅井理恵・渚友紀 他（明文社）
- 動物みたいにしてください（アイダス）
- ずりずりマンボ（シーク・エンタープライズ）
- 氷の靡娼 樹マリ子・浅井理恵（アイビック AD-03）※原作:安部譲二

1993年
- 招待状 菊池えり・浅井理恵・森下あみい 他（2月25日、KUKI）
- 愛奴図鑑 浅井理恵・如月しいな 他（7月8日、アートビデオ）
- ジーザス栗と栗鼠スーパースター スペシャル（7月13日、V&Rプランニング）
- HOTランジェリー 2 コスプレ大爆発 望月未来・浅井理恵・夏川さとみ 他（9月、コアラブックス）
- スキャンダラスな女優たち 鮎川真理・豊丸・青山ちはる・浅井理恵 他 全12名（12月10日、VIP）
- 淫乱ワイルド 露木陽子・夏川レナ・浅井理恵 他（アイザック）
- スーパーAVコレクション 浅井理恵・麗華（アイザック WIL-006）

1998年
- Mr.ミネックの快楽生肉愛奴 Vol.5 沢田まみ・浅井理恵（7月8日、アートビデオ）＊「セクシーマスペット／浅井理恵」「快楽生肉人形／沢田まみ」を収録

2000年
- ランジェリー伝説 宏岡みらい・柴田はるか・小沢奈美・浅井理恵 他（2月25日、メディアバンク ARD-004）DVD
- クリスタル15年史 橘ますみ・白石ひとみ・朝岡実嶺・原田ひかり・卑弥呼・浅井理恵 他 全50名（7月28日、クリスタル映像）

2001年
- お宝ガールズ 1985-1990 浅倉ケイ・樹マリ子・浅井理恵・青木琴美・森村あすか 他 全15名（5月10日、クリスタル映像）
- Allure 2000 vol.1 桜樹ルイ・北原ななせ・五島めぐ・浅井理恵 他 全8名（8月17日、メディアバンク/アルール）※総集編
- 毎日が淫乱 Anniversary（10月10日、ミラージュ）
- ぶっかけ王 ガチンコ 150発! 浅間夕子・中山美里・寺崎泉・浅井理恵 他 全15名（12月21日、V&Rプランニング）

2002年
- ジーザス栗と栗鼠外伝 林由美香・水野礼子・浅井理恵 他 全20名（12月21日、V&Rプランニング）

2003年
- ベリーベストオブ80's AVアイドル（12月24日、アルファー・インターナショナル）※総集編

2004年
- 女の秘湯 Vol.3 舞坂ゆい・浅井理恵・竹田久美・工藤ひとみ 他（6月21日、コニービデオ）
- ナースSEX 20年史デラックス（11月12日、FIVE STAR）※総集編

2005年以降
- バットマンが来た!!（2005年8月30日、ダイヤモンド映像）※DVD版
- アリス・メモリアル 1990 森川いづみ・沢木まりえ・青山ちはる・浅井理恵（2005年9月16日、アリスJAPAN）※総集編
- Legend Idoll 10cts. 1 浅井理恵・美雪沙織・朝比奈めぐみ・小鳩美愛 他 全10名（2007年1月25日、麒麟堂）
- 麗奴クミコ＋セクシーマスペットクミコ・グレース、浅井理恵（2010年5月26日、アートビデオ）＊「麗奴クミコ／クミコ・グレース」「セクシーマスペット／浅井理恵」を収録
- 女の秘湯 DVD6枚組 須磨れい子・佐藤江珠・舞坂ゆい・綾乃・浅井理恵 他（2011年5月21日、コニービデオ）
- AV30年史 3 ハード・陵辱の名作編 南波杏・渡瀬晶・天衣みつ・吉崎直緒・浅井理恵 他（2012年3月13日、オールアダルトジャパン）
- Legend Special VOL.78 浅井理恵（2013年8月23日、エー・エス・ジェイ）＊「屋外写生の夜」「嫉妬」を収録
- 復刻リクエスト ジーザス栗と栗鼠スーパースター スペシャル 山本なつき・浅井理恵（2015年5月8日、V&R）

発売年不明
- チンポコ狂いのヴァギナ姫 三田沙織・篠宮響子・浅井理恵 他（ユニプロ YP-004）VHS
- 少女心 愛ドール（サン・メディア）VHS

### Vシネマ・オリジナルビデオ
- ちょっぴり危険なマーメイド（1990年5月24日、バンダイビジュアル）監督:中嶋和久[5]
- おいら女蛮 決戦!パンス党（1992年7月24日、タキコーポレーション）監督:石井てるよし[6]
- 岩谷テンホーの みこすり半劇場（1992年11月1日、バップ）監督:土方鉄人[7]
- THE レイプマン（1993年9月22日、ピンクパイナップル）監督:長石多可男[8]
- どチンピラ 5（1993年12月10日、ケイエスエス）監督:村田忍[9]

### 映画
- ナマ本番 変態治療（1990年11月30日公開、にっかつ）監督:北沢幸雄[10]
- 昭和鉄風伝 日本海（1991年2月1日公開、エンボディメント・フィルムズ ）監督:佐々木正人 - ホステス・ミチ役[11]
- 痴漢電車 OL感度くらべ（1991年6月21日公開、エクセス・フィルム）監督:橋口卓明[12]
- 新妻下半身 わしづかみ（改題:新妻奴隷 強制愛撫）（1991年11月22日公開、エクセス・フィルム）監督:佐藤寿保[13]
- 馬小舎の令嬢（1991年12月21日公開、新東宝）監督:佐藤寿保[14]
- 快感ONANIE 新妻篇（後に改題:美人妻 薄毛の柔肌）（1993年5月28日公開、エクセス・フィルム）監督:佐藤寿保[15]
- 風俗天国 ホテトル湿恥帯（1993年11月11日公開、大蔵映画）監督:出馬康成[16]
- 不倫妻 夫の眼の前で（後に改題:不倫女房 絶品淫ら顔）（1994年4月22日公開、エクセス・フィルム）監督:佐々木尚[17]

### テレビ番組
- 混浴露天風呂シリーズ 10 「阿寒湖－摩周湖－知床 ラジオで無差別予告殺人」（1991年7月20日、テレビ朝日系・土曜ワイド劇場）主演:古谷一行 - カズエ 役
- 熱海殺人事件－売春捜査官(2)（1992年5月18日26時頃、毎日放送）原作:つかこうへい

## 出版

### 写真集
- 浅井理恵写真集 イタリア(ローマ・ベニス・フィレンツェ)ロケ敢行!（1990年8月10日、ビックマン刊）撮影:村西とおる ISBN 9784894050396
- 写真集 50人の天使たち（夜遊隊1991年7月号増刊 1991宇宙企画完全保存版）立野しのぶ・牧本千幸・小森愛 あいだもも・穂高奈奈・浅井理恵 他（1991年7月20日、メディアステーション）
- SM官能写真集 Pix by CINEMAGIC 2 美しき獲物たち 浅井理恵・いとうしいな・森村麗子・大西友里亜 他（1991年12月1日、大洋図書）
- SEX POT 幻想風景（1991年12月1日、サーモン出版）撮影:下村準一
- SEXY mirage part2 裸体のエロスたち 卑弥呼・森尾由美子・立原あゆみ・来栖紀子・浅井理恵 他（1992年8月20日、テイ・アイ・エス）ISBN 9784847022807
- 恋縛メモリー 浅井理恵 他（1993年6月5日、桜桃書房）撮影:井上一真 ISBN 487183767X
- Video Gal Clip vol.4 浅井理恵・森尾由美子・池上ゆりか（1994年、さーくる社）ISBN 4882632861
- ザ・ストリッパー 舞姫伝説50人 桜樹ルイ・憂木瞳・村上麗奈・細川百合子・河合美奈 他 全50名（2000年4月10日、双葉社）撮影:原芳市 ISBN 9784575290820
- 石川今日子 美少女ヌード写真集「初恋遊園地」 - さーくる社刊

### 雑誌
- オトメクラブ 1989年11月号（白夜書房）
- BODY-LINE 誘惑（1990年8月25日、司書房）
- アップル通信 1991年1月号（三和出版）
- 写真集系雑誌 スーパーボディコンカタログ VOL.4 浅井理恵・神崎めぐみ・藤崎ゆかり 他（1991年3月25日、司書房）
- ベスト・ランジェリー No.16（1991年8月15日、光彩書房）
- さくらんぼ通信 1991年9月号（大洋図書）
- 写真集系雑誌 SM写真集 マニア倶楽部 デラックス vol.9 坂上理恵・浅井理恵・野坂なつみ 他（1991年12月15日、三和出版）
- URECCO 1992年4月号（ミリオン出版）
- 魅惑のランジェリー 1992年9月号（若生出版）
- 下着ファッション No.41（1992年10月30日、光彩書房）
- 漫画オリンピア 1993年12月号（辰巳出版）
- ビデオ・ザ・ワールド 1997年10月号（コアマガジン）

### 書籍
- 台風娘 浅井理恵・五十嵐こずえ（?、青春画報社）※ビニ本